# 7人のシェイクスピア
『7人のシェイクスピア』（しちにんのシェイクスピア）は、ハロルド作石による日本の漫画。
『ビッグコミックスピリッツ』（小学館）にて2010年3・4合併号から連載され、2011年50号で「第一部：完」となった。その後、諸事情もあり休載していたが、5年を経て『週刊ヤングマガジン』（講談社）に移籍し、『7人のシェイクスピア NON SANZ DROICT』（しちにんのシェイクスピア ノン サンズ ドロイクト）と改題して2017年2・3合併号から連載中であったが2020年12月現在再び休載している。
英国の劇作家・詩人のウィリアム・シェイクスピアを物語の中核に据えた歴史漫画であり、謎に満ちたシェイクスピアの人生や、宗教弾圧や陰謀などが描かれている。作者初の歴史作品であり、小学館の漫画誌では初の連載作品であった。また、移籍先の『ヤングマガジン』での連載は『ストッパー毒島』以来18年ぶりである。
「NON SANZ DROICT」はシェイクスピア家の紋章に記されたフランス語の銘で、「権利なからざるべし」という意味である（ウィリアム・シェイクスピア#ロンドンの劇壇進出を参照）。

## ストーリー

### 7人のシェイクスピア
1600年のイギリス・ロンドン。芝居は庶民の娯楽として大いに人気があったが、権力側の少なからぬ者達が、この風潮を苦々しく思い、ともすれば取り締まろうと躍起になっていた。シェイクスピア劇団による大評判の芝居『ハムレット』の脚本を別の劇団に売り込もうとしている顔に大きな痣のある男がいた。しかし、台本の台詞とあらすじを聞いた芝居通の男が、「自分の見た芝居と違う」と言い出し、男は叩き出されてしまう。「下衆野郎」とはき捨てられた男は言い返す。「シェイクスピアこそ下衆野郎の詐欺師だ」と。
その13年前の1587年。リヴァプールの塩商人ランス・カーターことウィリアム・シェイクスピアは、一人の黒髪の少女リーと出会う。彼女は未来を予見できる能力を持っていたが、不吉をもたらす魔女として白眼視され、喉をつぶされた上、嵐の夜に人身御供として流された中国人移民であった。幼馴染で商才に長けたワース、中年の従僕ミルらの下で保護され、英語を覚えたリーが綴るソネットは、商人ギルドのために芝居を書いていたランスにとめどない霊感をもたらすのであった。そして、ロンドン帰りのワイン商ギルドの脚本家、クレタ・マシューズとの芝居対決でランスが脚本を手掛けた『オデット』は、リーの優れた詩文もあり観客から拍手喝さいを浴びる。審査を行う市参事会へのワイン商の買収により勝負には敗れたものの、手ごたえを掴んだランスは、より多くの成功を求めてロンドン行きを決意する。
それより以前、彼らの少年時代に時間はさかのぼる。イギリス中部のストラトフォード・アポン・エイヴォンで街の名士の子として育ったウィリアム・シェイクスピア（ウィル）は、国の方針によってカトリック（旧教徒）が排斥されプロテスタント（新教徒）が勢力を拡大する中、親友のジョン・クーム宅で開かれていた水曜礼拝に通うようになり、敬虔なカトリック教徒となる。こうした状況の中、ウィルは父親が上級階級になる夢を果たせず没落、師と仰いでいた司祭は政府の弾圧が迫る中で街を去り、偽った相手に騙されて結婚。ジョンは幼馴染が結婚話を苦に自殺するなど、さまざまな試練に直面する。やがて2人は貴族のトマス・ルーシーによって鹿泥棒の汚名を着せられるが、権力者の側に自分達にはない自由を見出すと、己の才覚で成功者となり自由を手に入れるべく、ウィルは「ランス・カーター」、ジョンは「ワース・ヒューズ」と名前を変えて故郷を旅立つ。
旧教徒の多いランカシャーで塩商人としての生活を始め、商才を認められるようになったランスとワースは、故郷からの道中で偶然出会ったトマス・ラドクリフという司祭に会うため教会を訪れる。2人が訪れた時には、教会は何者かの手によって焼け落ちていたが、かろうじて納屋の中に潜んでいたラドクリフを助け出すと、彼に対して自分達も旧教徒である旨を伝え、同じように名を変えて生きていくことを提案する。
再び1587年に戻る。ロンドンに向かうべきかリヴァプールに留まるべきか進路の選択が迫られる中、ワースは十分な蓄えと安全な屋敷を確保するまでの時間が欲しいと前向きな姿勢を見せる。一方、ミルは危険の多いロンドン行きに難色を示すも、旧教徒への弾圧がリヴァプール周辺にも及んだことを知り、これに同意。ランス、ワース、ミル、リーの4人がロンドンへと気持ちを一つにさせるところで物語は終わる

### 7人のシェイクスピア NON SANZ DROICT
1588年、ランス、ミル、リーの一行はロンドンへ到着し、一足先にロンドンへ渡っていたワースと再会する。ワースの蓄えた資金の下で生活を始めたランスはストレンジ卿一座のジェームズ・バーベッジへ脚本を持ち込むが、「まるで5年前の作品だ」と酷評される。ランスが手掛けた『オデット』のような喜劇はすでに過去のものとなり、海軍大臣一座のクリストファー・マーロウによる大掛かりな演出と残虐な芝居が世を席巻していた。ランスは各劇団への脚本の持ち込みを続けるも、ことごとく断られ、己の学識のなさや、素養のなさを痛感するが、リーが綴る名台詞の力を信じて歩み続ける。
そんな中、ランスはケインという弁の立つ少年と出会うと、彼の母・アンともども匿うことになり、6人での生活が始まる。ワースは生活費を浪費するばかりで、成功する当てもない現状に不安を覚えるも、ランスはトマス・ソープという本の行商人との交流を通じて提供された貴重な情報から着想を得ると、ミルの聖書や神話からの知識、リーの詩才、ケインの率直な意見、アンの音楽の才を加え、新たな作品『ヴェニスの商人』を完成させる。ミルと知己のあるストレンジ卿ファーディナンド・スタンリーへの持ち込みの結果、ストレンジ卿一座での上演が決まると、ランスは再び「ウィリアム・シェイクスピア」として生きていく決意をする。

## 登場人物

### 主要人物
名前の後ろに※が付いているのが7人のシェイクスピア。
ウィリアム・シェイクスピア / ランス・カーター※
本作の主人公。不敵な表情と口髭が特徴の金髪の青年。イギリス中部のストラトフォード・アポン・エイヴォンという街で手袋職人で中流階級（ヨーマン）のジョン・シェイクスピアの息子として生まれ育つ。人当たりが良く真っ直ぐな性格で幼少時から人を惹きつける魅力がある少年であった。国王の政策によってカトリックが弾圧される中、友人ジョン・クームの自宅で密かに開かれていた水曜礼拝に呼ばれるようになり、敬虔なカトリック教徒として人格を形成していく。しかし、幾人もの悪意によって友人ジョンとともに鹿泥棒の汚名を着せられたことをきっかけに、ランス・カーターと名を変えて故郷を出奔することとなった。その後、たどり着いたリヴァプールで塩商の徒弟として働く傍ら、素人芝居の脚本を書くよう勧められたのをきっかけに芝居にのめり込む。劇作家として大成して富と権力を得、「自由」を獲得するという夢を持つようになった為、仲間たちとともにロンドンへ進出。グラマースクールしか出ておらず、またその授業もあまり熱心に受けていなかったため、本格的な劇作家としては教養が足りないのがネック。幼少時の愛称はウィル。
ジョン・クーム / ワース・ヒューズ
ウィルの幼馴染で親友。背格好はウィルとよく似ており、少年時代はウィルの父親が見間違うこともあったが、成人後は髪を伸ばし、ひげを剃っている。ストラトフォード一番の裕福なクーム家の跡取りとして、厳しく商売のイロハを叩き込まれて育ったため、多くのベテラン商人に認められるほど抜きんでて商才がある。特に会話から相手の懐具合を察知してそれに見合った代金を提示する技術は誰にも真似できない。また、両親が敬虔なカトリック教徒であった影響で彼もカトリックを信仰している。友人のウィリアムとともに鹿泥棒の汚名を着せられたことをきっかけに、ワース・ヒューズと名を変えて故郷を出奔する。その際、ウィルにはランス・カーターという偽名を贈っている。芝居には興味がないが、その商才を生かし、ランス達を経済的にサポートしている。
リー / 于俐（ユウ・リー）※
レンガ職人の娘として育った少女。ストレートの長い黒髪が特徴で、その霊感もあって（後述）黒の女神とも呼ばれる。幼いころから未来を予知する不思議な力を持ち、そのことから起きたトラブルによって周りの人間に疎んじられることが多かった。また、彼女の予言でノイローゼになった父親によって喉に×印の焼き印を押され、それ以来、声が潰されてしまった。家族とともにリヴァプールのチャイナタウンに移住。その霊言によってチャイナタウンに繁栄と安定をもたらすが、あるときの長雨により人身御供とされる。チャイナタウンは川の氾濫によって壊滅するが、彼女は川に流されてランスとワースに保護されることとなる。最初は英語の読み書きもできなかったが天才的センスで英語を吸収し、わずか1か月ほどでマスターした。類い希な詩才を持ち、彼女の紡ぎだす流れるような詩はランスにとめどない霊感をもたらし、演劇の世界に没頭させるきっかけとなる。全ての命を自分と同格に見る慈悲深い感性の持ち主だが、生い立ちのせいか愛や幸福といった概念を理解出来ずにいる。
トマス・ラドクリフ / ミル※
ランスとワースの2人に仕える使用人。背が低く小太りで特徴的な髪型をしている。聖書を愛読し、使用人とは思えないほど学識が高くハーブの知識に関しては専門家以上。発見時に衰弱しきっていたリーを献身的に看護し、言葉を教えたのも彼。実はカトリックの弾圧を避けるためランスとワースがかくまっている大学出の司祭。世が世ならどこぞの司教になっていただろうと言われ、カトリック派有力者の間でも声望が高い。彼の持つ聖書や神話に対する豊富な知識はランスの物語制作に大きく貢献している。茶目っ気のある人物で、リーの詩を台詞にしたウィルの芝居の一幕を仲間内で演じることがあるが、ルックスとアドリブのせいか必ずコメディ調になってしまう。
トマス・ソープ※
顔に大きなあざを持つ青年。リヴァプールで本を売り歩いていたことでランスと知り合う。あざのせいで格式ある本屋で働くことができない行商人だが、実はケンブリッジ大で学んでいた過去（学費が払えず中退）を持つ秀才で、古今東西のあらゆる物語に精通している。ランスのことを在庫の本を高く売りつけるカモとみなしてはいるものの、彼の提供する歴史書や芝居の台本はランスが物語を着想する上で大きな役割を持つ。ランスとワースがロンドンに移住する際には住宅を紹介し、親交を深めていく。しかし、人の家をくまなく観察して情報収集したり、抜け目がないところがあり2人からはあまり信用されていない。
ケイン※
ロンドン生まれの少年。酒乱の父親の酒を買う金欲しさに池で賽銭泥棒をしていたところをランスが哀れに思い、手持ちのコインを施したことで親交を深める。父親の暴力から母のアンを守るため、共に家出してランス達の屋敷の居候となる。以降はランスへの恩返しを誓い、芝居の脚本作りにも積極的に協力する。子供ながら複雑なストーリーや多数の登場人物をわかりやすくまとめて見せ場を作る能力に長けており、シェイクスピアの芝居の名場面の多くがケインのアイデアに因るもの。話にやたらと亡霊を登場させたがる。
アン※
ケインの母。ランスに譲られたビロードのマント（本当はワースから借りたもの）が原因で暴力夫に浮気を疑われ、殺されそうになったところをケインに連れ出され、以降はランス邸の居候兼女中となる。真面目ではあるがドジで家事全般が得意ではない。また、容姿も美人とは言いがたく、ワースからは「あれで器量が良ければまだ可愛げがあるのだが」などと言われてしまっている。実は没落したジェントルマンの家庭の四女として生まれ育ち、淑女としての素養が備わっている。息子のケイン曰く楽器全般がプロ並みにうまく、ランスの依頼を受けて芝居に使う音楽の作曲もこなす。体外的にはランスの妻として振る舞うことも。
ムーン
ウォーカー親方から譲られてきたオールド・イングリッシュ・シープドッグ風の犬。ウォーカー曰く人見知りする犬ということだったが、ランスの下に引き取られた後は多くの人々に懐いている。特にリーに懐いており、彼女がムーンに対して何かしらの言葉を語りかけていることを知ったランスは、その紡ぎだされる言葉を紙に書き留めるように提案する。
ロバート・ウィリアムズ※
通称ロビン。日系ハーフの若手役者。『リチャード三世』でウィルとリチャードに惚れこみ、押し掛け弟子になる。役者としては未熟でヘマばかりしているが、舞台演劇の知識や段取りのアドバイスでランスを補佐する。台詞を覚えるのは得意であり、また斬新な大道具を考案することも。

### チャイナタウンの人々
シャイ
リーの叔母夫婦の娘。リーよりも年下で、彼女のことを慕っている。長雨が続き困窮するチャイナタウンを守るため人身御供にされそうになるが、リーのことを疎む父の機転で免れる。自分の身代わりとなったリーを案じていたが、川の氾濫によるチャイナタウンの壊滅後は消息不明となる。
大老爺（おおおじ）
街の長老。リーの未来を予知する能力を信頼しつつ、「黒い魔女」と呼んで畏怖している。長雨のため殺気立つ住民を鎮めようとリーの力を頼り、人身御供を差し出すことを決めるも、自身は病に倒れたため、住民の暴走を止めることは叶わなかった。チャイナタウンの壊滅後は消息不明となる。
于燕（ユウ・イェン）
リーの父で、煉瓦職人。娘のリーが持つ不思議な能力のために自身も周囲から疎まれるようになり、ノイローゼとなった末に彼女の喉に焼き印を押す。その後は煉瓦職人としての仕事を絶ち、妹夫婦を頼って明からイギリスに渡った後は港での仕事に従事する。チャイナタウンの壊滅後は消息不明となる。
リーの母
娘の不思議な能力を疎ましく思い、何かと忌避している。一方、リーの助言で叔母が食堂を開き繁盛すると、店の切り盛りを任されるようになっており、状況が好転したという点では娘に感謝をしている様子。チャイナタウンの壊滅後は消息不明となる。

### リヴァプールの人々
ウォーカー
スキンヘッドに髭姿の塩商人。ラドクリフ（ミル）の紹介でランスとワースの親方となり面倒を見るが、ワースの商才やランスの巧みな話術に目を見張る。レスリング好きで、若いころはランカシャー最強の異名を得ていた。商人ギルドのための芝居の書き手も務めていたが観客からの評価は芳しくなく、ランスに自分と交代して芝居の脚本作りをするように命じ、彼が芝居の世界に惹かれていくきっかけを作る。
クレタ・マシューズ
ワイン商ギルドの脚本家。ロンドンの大学の卒業生で、学識のあることを鼻にかけ高慢な振る舞いをする。大学時代に芝居の経験があり、負けた方が手を引くという条件でアネットをかけてランスと芝居対決を挑み完敗するも、親方のミラーが市参事会を買収したおかげで、かろうじて勝利をおさめる。
アネット
ワイン商ギルドのミラーの末娘。リヴァプール一の淑女という評判がある。ランスとクレタの双方に気のあるような素振りを見せるも、ランスが自ら演じた芝居『オデット』の名台詞に心を動かされる。自分の功を得意そうに語るクレタを見限り、ランスの下に走ろうとするも叶わずに終わる。

### ウォリントンの人々
ベル
ラドクリフ（ミル）の師にあたる人物。彼と同様に表向きはウォリントンの国教会で牧師を務める一方、陰ではカトリックを信奉しており、司祭として宗派の保護のため尽力している。かつてはロンドンで役職に就いていたが、信条を曲げなかったため追放された。政府による取り締まりの手が迫る中、マルタの手によって教会に火が放たれると、後をラドクリフに託して炎の中に消える。
マルタ / トマス・ラドクリフ
捨て子だったが、ベル司祭によって育てられる。ベルやラドクリフが密かにカトリックを信仰していることに不安を感じる。政府による取り締まりが迫ると、証拠隠滅のため教会に火を放ち、ラドクリフが死亡したものと見做して彼に成り代わる。後にロンドンに移住した模様。ランスとは直接の面識はないが、リヴァプールに視察に来た際に意外な形で関わっている。

### ストラトフォードの人々
ジョン・シェイクスピア
ウィル（ランス）の父。皮手袋商人であり、街の要職や町長を務めたこともある名士。カトリック教徒だが、表向きはプロテスタントを信仰している。中流階級（ヨーマン）からさらに上の支配階級であるジェントルマンとなる野心を抱き、違法な手段も駆使して資産を蓄え、紋章院の役人に便宜を図ってもらうため手数料という名目で賄賂を贈っていたが、紋章の使用許可申請を反故にされる。その後も、支配階級の地位を手に入れることに固執するも、仕事は傾き信用を失うなど没落の一途をたどり、やがて酒浸りの生活を送るようになる。
メアリー・シェイクスピア
ウィルの母。多くの不動産を有する名家の出身だが、鬱屈した性格をしている。結婚後に生まれた子供が次々に亡くなり、夫も家庭を顧みない中、次第に精神を病み始め、奇行に走るようになる。
サイモン・ハント
ウィルやジョン（ワース）の通うグラマースクールの教師。オックスフォード大学出身。陰ではカトリックの司祭を務めており、ジョンの父の招きで毎週水曜に開かれる礼拝で教えを説いていた。一方、カトリックの司祭狩りが近づきつつあるという情報を得ると、ウィルやジョンらに別れを告げて街を去った。
ジョン・コタム
ハントの去った7年後に招かれたカトリックの司祭。家庭のことで悩みを抱えるウィルに教えを説くなど、ハントと同様に良き相談相手となるも、トーマス・ルーシーの捜査協力によって政府に逮捕され、拷問を受ける。弟のトマスもカトリック信徒であり、ローマからの布教団と共に極秘帰国するも、政府に拘束され凄惨な拷問の末に処刑される。
ジョン・クームの父
不動産管理や金貸しなどを生業とするクーム家の当主。ジョンを跡取りとして厳しく躾ける。一方、敬虔なカトリック教徒でもあり、ハントやコタムを自宅に招いて秘密の礼拝を行っている。ウィルとジョンがルーシー家に拘束された際には保釈金を用立てし、ジョンが街を出ていく決意を固めると、それを後押しした。
キャシー・ハムレット
ジョンの従姉妹。ウィルとも旧知の間柄で、美人で気立ても良い。ジョンに好意を寄せるも、彼からは拒絶され、さらに両親からは望まない相手との結婚を勧められ、失意のうちにエイヴォン川に身を投げる。自殺を戒める宗教的理由により、彼女の死はハーブ摘みの最中に川に転落したという不慮の事故として扱われた。
ロージャー、ドロシー
下層階級の兄妹。ウィルやジョンとは子供のころから親しくしている。ロージャーは母の仕事の手伝いをしてる際にルーシー家の狩りに遭遇し、猟犬に脚を噛みちぎられ片足を失う。
トマス・ルーシー
ナイトの称号を持つジェントルメン。ウォリックシャー地方の治安判事であり、チャールコートの荘園領主。熱烈なプロテスタントでありカトリック弾圧に関与しており、周囲から恐れられている。自分の荘園内で起こった鹿泥棒の容疑をウィルとジョンにかけ、屋敷内に拘束する。その権威的な姿勢に衝撃を受けた2人は、葛藤の末に故郷を旅立つ決意を固める。
アン・ハサウェイ
ウィルの妻。法律事務所の男との子供を身籠るも結婚の見込みがないと踏むと母親と共謀して、ウィルを騙して結婚に持ち込む。甲高い笑い声が特徴で、シェイクスピア一家からは不評を買っている。

### ロンドンの人々
ジェームズ・バーベッジ
ストレンジ卿一座の創設者、元役者。後にランスことシェイクスピアと組み、数多くの作品を送り出す。
ランスとの初対面の際には、これまで多くの脚本に触れてきた経験から第一幕を一読しただけで脚本の良し悪しが分かると称し、彼の持ち込んだ脚本には何も感じないと酷評する。その後、ストレンジ卿のお墨付きを得てランスが現れた際には、以前の持ち込みのことを覚えておらず、好意的な態度で接する。好色家で多くの愛人を囲っており、愛人からは「バベさん」と呼ばれている。
リチャード・バーベッジ
ジェームズの次男。ストレンジ卿一座の裏方を務めており、芝居にも端役として出演している。
ランス（シェイクスピア）は偶然、彼の演技を観てその才能にほれ込み、次回作『リチャード三世』の主役に指名する。当初は画家志望で役者の道は早々に諦めるつもりであったが、ランスの脚本とリーの台詞を演じるうちに、役の人格そのものになりきる役者として才能を開花させる。
クリストファー・マーロウ
ストレインジ卿一座のライバルである海軍大臣一座の劇作家。ケンブリッジ大学出身の24歳。
1587年に執筆した『タンバレイン大王』が上演されると、大掛かりな演出と残虐な芝居が好評を博し大ヒットを記録する。その裏では国務大臣のフランシス・ウォルシンガムの命を受けて、学生時代から諜報活動を行っており、多くのカトリック教徒を密告している。
ストレンジ卿ファーディナンド・スタンリー
第5代ダービー伯爵。ストレンジ卿一座の庇護者。カトリック教徒。イングランド北西部に広大な領地を有する貴族であり、ロンドンではホワイトホール宮殿にほど近いキャノン・ロウに邸宅を構える。
ミル（ラドクリフ）とは旧知の間柄。彼からの依頼に応じてランスの持ち込んだ『ヴェニスの商人』を査読し、無意識に記されたカトリックの痕跡に懸念を示すも、書き直しを条件に一座での上演を認める。また、ランスやワースに対し、マーロウが政府のスパイであり、演劇の世界には多くの密告者が潜んでいることを伝え、決してカトリックと疑われることのないようにアドバイスをする。

## 書誌情報
- ハロルド作石『7人のシェイクスピア』 小学館〈ビッグスピリッツコミックススペシャル〉、全6巻
  1. 2010年5月28日発売[小 1]、ISBN 978-4-09-183235-1
  2. 2010年9月30日発売[小 2]、ISBN 978-4-09-183578-9
  3. 2011年1月28日発売[小 3]、ISBN 978-4-09-183740-0
  4. 2011年5月30日発売[小 4]、ISBN 978-4-09-183873-5
  5. 2011年10月28日発売[小 5]、ISBN 978-4-09-184215-2
  6. 2011年12月28日発売[小 6]、ISBN 978-4-09-184244-2
- ハロルド作石『新装版7人のシェイクスピア第一部』 講談社〈KCデラックス〉、全3巻
  1. 2017年7月6日発売[講1 1]、ISBN 978-4-06-510161-2
  2. 2017年8月4日発売[講1 2]、ISBN 978-4-06-510210-7
  3. 2017年9月6日発売[講1 3]、ISBN 978-4-06-510211-4
- ハロルド作石『7人のシェイクスピア NON SANZ DROICT』 講談社〈ヤンマガKCスペシャル〉、既刊13巻（2020年8月5日現在）
  1. 2017年4月6日発売[講2 1]、ISBN 978-4-06-382954-9
  2. 2017年7月6日発売[講2 2]、ISBN 978-4-06-510017-2
  3. 2017年11月6日発売[講2 3]、ISBN 978-4-06-510311-1
  4. 2018年3月6日発売[講2 4]、ISBN 978-4-06-511038-6
  5. 2018年6月6日発売[講2 5]、ISBN 978-4-06-511682-1
  6. 2018年9月6日発売[講2 6]、ISBN 978-4-06-512813-8
  7. 2018年12月6日発売[講2 7]、ISBN 978-4-06-513846-5
  8. 2019年4月5日発売[講2 8]、ISBN 978-4-06-515196-9
  9. 2019年7月5日発売[講2 9]、ISBN 978-4-06-516357-3
  10. 2019年11月6日発売[講2 10]、ISBN 978-4-06-517735-8
  11. 2020年2月6日発売[講2 11]、ISBN 978-4-06-517735-8
  12. 2020年5月7日発売[講2 12]、ISBN 978-4-06-519554-3
  13. 2020年8月5日発売[講2 13]、ISBN 978-4-06-520458-0

#### ビッグスピリッツコミックススペシャル
1. ↑  “7人のシェイクスピア 1”. 2017年6月10日閲覧。
2. ↑  “7人のシェイクスピア 2”. 2017年6月10日閲覧。
3. ↑  “7人のシェイクスピア 3”. 2017年6月10日閲覧。
4. ↑  “7人のシェイクスピア 4”. 2017年6月10日閲覧。
5. ↑  “7人のシェイクスピア 5”. 2017年6月10日閲覧。
6. ↑  “7人のシェイクスピア 6”. 2017年6月10日閲覧。

#### KCデラックス
1. ↑  “新装版7人のシェイクスピア第一部 (1)”. 2017年7月6日閲覧。
2. ↑  “新装版7人のシェイクスピア第一部 (2)”. 2017年8月4日閲覧。
3. ↑  “新装版7人のシェイクスピア第一部 (3)”. 2017年9月6日閲覧。

#### ヤンマガKCスペシャル
1. ↑  “7人のシェイクスピア NON SANZ DROICT (1)”. 2017年6月10日閲覧。
2. ↑  “7人のシェイクスピア NON SANZ DROICT (2)”. 2017年7月6日閲覧。
3. ↑  “7人のシェイクスピア NON SANZ DROICT (3)”. 2017年11月6日閲覧。
4. ↑  “7人のシェイクスピア NON SANZ DROICT (4)”. 2018年3月6日閲覧。
5. ↑  “7人のシェイクスピア NON SANZ DROICT (5)”. 2018年6月6日閲覧。
6. ↑  “7人のシェイクスピア NON SANZ DROICT (6)”. 2018年9月6日閲覧。
7. ↑  “7人のシェイクスピア NON SANZ DROICT (7)”. 2018年12月6日閲覧。
8. ↑  “7人のシェイクスピア NON SANZ DROICT (8)”. 2019年4月5日閲覧。
9. ↑  “7人のシェイクスピア NON SANZ DROICT (9)”. 2019年7月5日閲覧。
10. ↑  “7人のシェイクスピア NON SANZ DROICT (10)”. 2019年11月6日閲覧。
11. ↑  “7人のシェイクスピア NON SANZ DROICT (11)”. 2020年2月6日閲覧。
12. ↑  “7人のシェイクスピア NON SANZ DROICT (12)”. 2020年5月7日閲覧。
13. ↑  “7人のシェイクスピア NON SANZ DROICT (13)”. 2020年8月5日閲覧。